# Sparatoria della Chardon High School
La Sparatoria della Chardon High School è stato un massacro scolastico avvenuto il 27 febbraio 2012 presso la Chardon High School, nell'omonima cittadina dell'Ohio, nel quale Thomas Michael "T. J." Lane III, di 17 anni, aprì il fuoco all'interno della mensa della scuola, causando la morte di tre ragazzi ed il ferimento di altri tre. Dopo essere stato catturato, alcuni testimoni dichiararono che l'assassino aveva una rivalità personale con una delle sue vittime.

## La strage

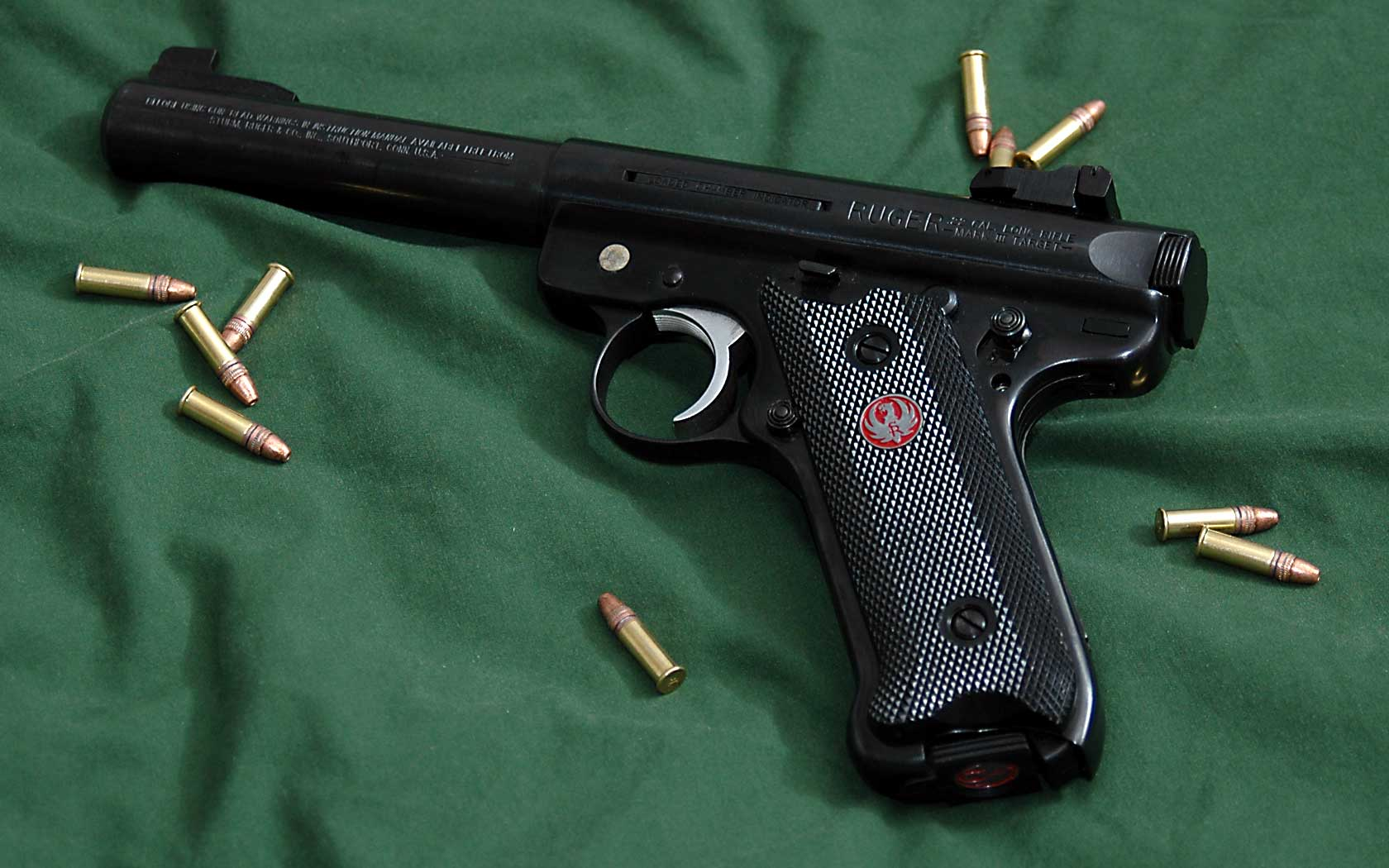
Ruger Standard MK III.

La Chardon High School, come tutte le mattine, era aperta anche prima delle lezioni e molti studenti di solito si riunivano nella mensa, alcuni per fare colazione. Altri aspettavano l'autobus per seguire le lezioni presso l'Auburn Career Center (una scuola professionale specializzata in informatica) e la Lake Academy (una scuola regionale per studenti a rischio, sia per problemi disciplinari che scolastici).
Secondo i rapporti, tutto ad un tratto un ragazzo si alzò in piedi nella mensa ed iniziò a sparare intorno alle 7:30, causando il caos.
Il video di sorveglianza inquadrò un tiratore, armato di una pistola semiautomatica Ruger Standard MK III calibro 22, il quale successivamente venne identificato come Thomas "T. J." Lane, che sparò a quattro studenti maschi, tutti riuniti ad un tavolo, con una pistola; un quinto venne ferito ed una ragazza, in fuga dalla scuola, venne anch'essa ferita. Cacciato dagli insegnanti e dall'allenatore di football Frank Hall, Lane venne presto arrestato dalla polizia fuori dalla scuola vicino alla sua macchina parcheggiata in Woodin Road.
Dei sei studenti coinvolti, cinque vennero ricoverati in ospedale; tre morirono per le ferite riportate nel giro di due giorni. Daniel Parmertor, Russell King e Demetrius Hewlin, gravemente feriti, vennero trasportati in elicottero al MetroHealth Medical Center di Cleveland, Ohio, a circa 50 chilometri dal luogo della sparatoria. Joy Rickers e Nick Walczak furono portati al locale Hillcrest Hospital. Nate Mueller riportò una ferita superficiale causata da un proiettile che gli sfiorò l'orecchio destro. 

## Le vittime
Le vittime della sparatoria furono 6 ragazzi, di cui 3 morti e 3 feriti. Di seguito, la lista dei nomi delle vittime:
- Daniel Parmertor, 16 anni (deceduto);
- Russell King, Jr., 17 anni (deceduto);
- Demetrius Hewlin, 16 anni (deceduto);
- Nate Mueller, 16 anni (lieve lesione all'orecchio);
- Nick Walczak, 17 anni (colpito più volte al collo, al braccio ed alla schiena; una pallottola conficcata nella guancia; paralizzato);
- Joy Rickers, 18 anni (ferita; dimessa dall'ospedale dopo circa 24 ore).

## Reazioni
Completamente scioccato dall'incidente, un amico di Lane lo descrisse come "un adolescente normale", aggiungendo che spesso sembrava triste. Un altro amico dichiarò che Lane veniva regolarmente preso in giro a scuola, il che ha fatto sì che lo stesso vi avesse messo "un muro intorno a sé", rifiutandosi di divulgare informazioni personali. Un terzo studente dichiarò ai giornalisti che Lane proveniva da una famiglia disagiata, oltre anche al fatto che i suoi veri genitori persero la custodia a causa di problemi di droga quando lui aveva 3 anni. In generale, tutti lo descrissero come una persona tranquilla e che poteva essere gentile con gli altri se si sentiva a suo agio con loro.
Gli studenti della Lake Academy negarono che Lane fosse vittima di bullismo, ma semplicemente non molto loquace.

## Il processo
Il 26 febbraio 2013, Lane dichiarò la sua colpevolezza riguardanti le accuse per le quali era stato incriminato. Il 19 marzo 2013 è stato condannato a tre ergastoli senza condizionale.
Dopo essere entrato in aula per l'udienza di condanna, Lane si tolse la camicia per rivelare una maglietta bianca con la parola "KILLER" scritta a mano sul davanti. Sorrise e sogghignò beffardamente durante l'udienza. Dopo essere stato condannato, Lane proferì alle famiglie delle vittime presenti nell'aula del tribunale: "Questa è la mano che ha premuto il grilletto uccidendo i vostri figli e che ora si masturba in loro memoria (mostrando il dito medio ai presenti). Andatevene tutti a fanculo".

## Fuga dalla prigione
Alle 19:38 dell'11 settembre 2014, Lane fuggì dall'Allen-Oakwood Correctional Institution di Lima, Ohio, insieme a due detenuti più anziani, usando una scala improvvisata per scalare una recinzione durante l'ora d'aria. Il trentatreenne Lindsey Bruce venne rapidamente catturato, mentre Lane e l'altro detenuto, identificato come il 45enne Clifford Opperud di Carlisle, Ohio, che stava scontando una condanna di 12 anni per rapina a mano armata, furto con scasso aggravato e rapimento, rimasero in libertà. La polizia ha condotto perquisizioni in un'area boschiva ed in un quartiere residenziale vicino alla prigione, considerando Lane e Opperud "potenzialmente armati e pericolosi". Ai residenti nelle vicinanze venne consigliato di chiudere a chiave le porte delle loro abitazioni. 
All'1:20 del mattino del giorno successivo, Lane fu catturato vicino al bosco ed Opperud fu arrestato circa tre ore dopo.
Nel corso della giornata, Lane, Opperud e Bruce vennero trasferiti nell'Ohio State Penitentiary, una prigione di massima sicurezza a Youngstown, Ohio; nella prigione di Youngstown, Lane venne inizialmente limitato a scontare 23 ore dentro la sua cella con solo un'ora d'aria al giorno. A partire da marzo 2016, Lane è stato trasferito al Southern Ohio Correctional Facility, una prigione di massima sicurezza a Lucasville. Attualmente Lane è detenuto presso il Southern Ohio Correctional Facility di Lebanon, Ohio.